# Темп (Баку)
Футбольний клуб «Темп» Баку (азерб. Cənub İnşaatçısı Futbol Klubu) — колишній радянський футбольний клуб з Баку, що існував у 1931—1940 роках.

### Історія назв
- 1931—1939: «Темп»;
- 1940: «Будівельник півдня».

## Досягнення
- Кубок СРСР
  - Чвертьфіналіст: 1939.